# Helminthosporium foveolatum
Helminthosporium foveolatum är en svampart som beskrevs av Pat. 1891. Helminthosporium foveolatum ingår i släktet Helminthosporium och familjen Massarinaceae.   Inga underarter finns listade i Catalogue of Life.